# 布拉戈達特涅 (米洛韋區)
49°35′36″N 40°3′34″E / 49.59333°N 40.05944°E
布拉霍達特內（烏克蘭語：Благодатне）是位於烏克蘭東部的村莊，由盧甘斯克州舊比利斯克區的米洛韋市鎮負責管轄。該村始建於1953年，面積0.48平方公里，海拔高度216米，2001年人口58，人口密度每平方公里120.8人。